# Lamb's Theatre
Le Lamb's Theatre est un ancien théâtre Off-Broadway situé au 130 West, 44e rue, dans le centre de Manhattan, à New York (États-Unis). Il a une capacité d'environ 350 places et est spécialisé dans les productions musicales. Le bâtiment est construit entre 1904 et 1905 sur des plans de Stanford White. Il ferme en 2007 afin d'en faire un hôtel.

## Représentations notables
- 1981 : Cotton Patch Gospel
- 1982 : Snoopy! The Musical
- 1982 : Puff The Magic Dragon
- 1983 : Breakfast with Les and Bess
- 1983 : Painting Churches
- 1984 : The Gift of the Magi
- 1985 : Dames at Sea
- 1986 : The Alchemedians
- 1986 : Olympus on My Mind
- 1987 : Funny Feet
- 1988 : Godspell
- 1990 : Smoke On The Mountain
- 1991 : Final Departure
- 1992 : Opal
- 1993 : Johnny Pye and the Fool-Killer
- 1996 : I Do! I Do!
- 1999 : Thoroughly Modern Millie
- 2000 : The Countess
- 2002 : Le Prince et le Pauvre
- 2003 : The Day in September
- 2004 : Children's Letters to God
- 2004 : Cam Jansen
- 2005 : Picon Pie
- 2006 : The Man in the Iron Mask